# Industriegebiet Map Ta Phut

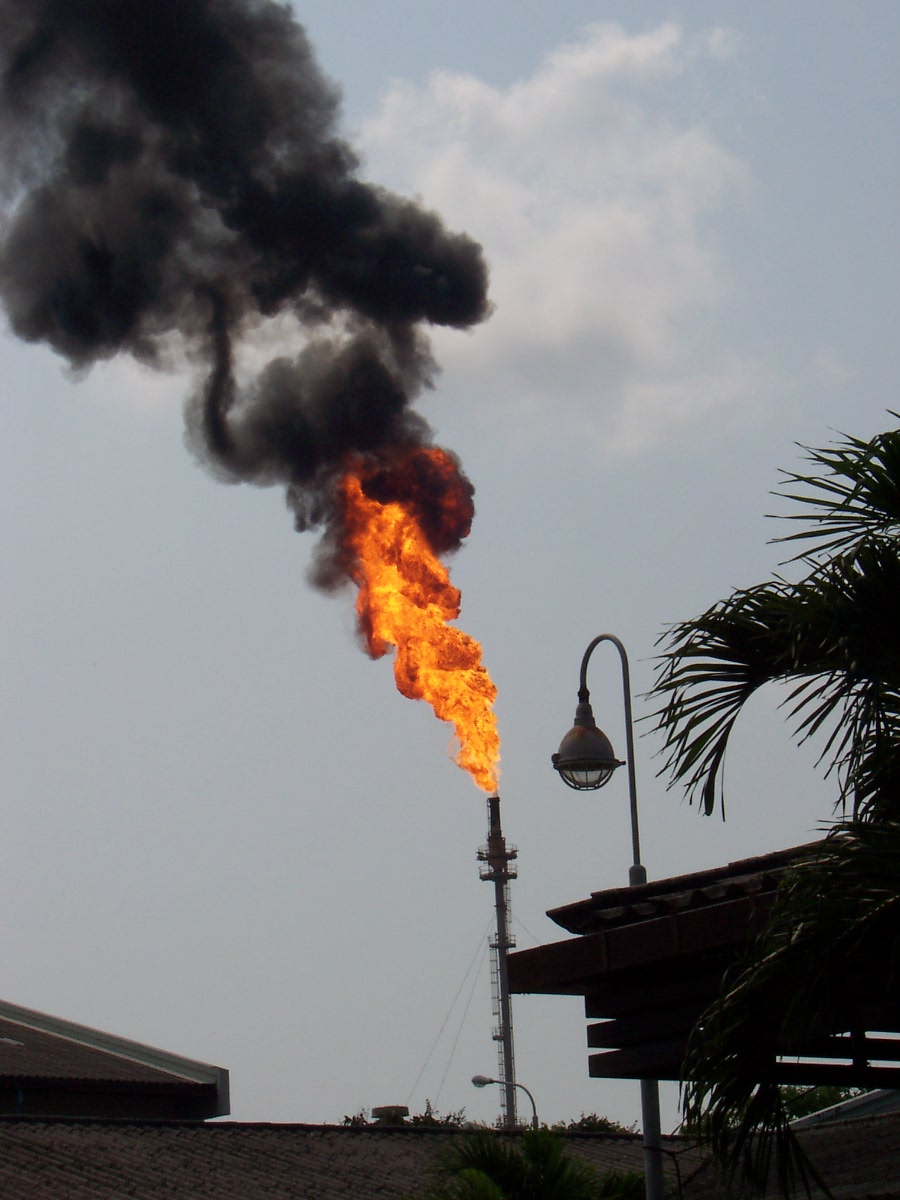
Abfackelung bei der PTT PCL in Map Ta Phut

Das Industriegebiet Map Ta Phut (thailändisch นิคมอุตสาหกรรมมาบตาพุด, RTGS Nikhom Utsahakam Map Ta Phut; englisch Map Ta Phut Industrial Estate) ist ein 25 km² großer Industriepark südwestlich angrenzend an Map Ta Phut (12° 43′ N, 101° 10′ O, Amphoe Mueang Rayong) an der Küste des Golfs von Thailand im Osten Thailands.
Das westlich der Stadt Rayong gelegene Tambon Map Ta Phut wurde von der thailändische Regierung im Entwicklungsplan für die Ostküstenregion seit 1981 als Zentrum der petrochemischen und Schwerindustrie ausgewiesen. Ein Tiefseehafen wurde 1992 fertiggestellt.
Das Industriegebiet ist in Areale unterteilt:
- Industrial Estate (12° 42′ N, 101° 9′ O)
- Industrial Port (12° 40′ N, 101° 9′ O)[4]
- Eastern Industrial Estate (12° 42′ N, 101° 7′ O)
- Asia Industrial Estate (12° 42′ N, 101° 6′ O)[5]
- Pha Daeng Industrial Estate (12° 41′ N, 101° 8′ O)
- Hemaraj Eastern Industrial Estate (12° 43′ N, 101° 7′ O)[6]

Bis 2006 haben sich in dem ehemaligen Fischerdorf Map Ta Phut über 100 Fabriken angesiedelt. Diese produzieren oftmals gefährliche Abfälle, die in vielen Fällen nicht ordnungsgemäß entsorgt werden. Industrieunfälle und Luftverschmutzung belasten die Umwelt und die Gesundheit der Bevölkerung in der Region stark.
Zum ersten Mal wurde die Luftverschmutzung publik, als 1997 zahlreiche Schüler und Lehrer einer nahegelegenen Schule unter einer Reihe von Symptomen aufgrund der Emission von Abgasen wie Schwefeldioxid litten. Einige mussten im Krankenhaus behandelt werden. Die Schule musste später geschlossen werden.
Im Jahr 2000 gab es eine größere Phosgen-Leckage bei Thai Polycarbonates mit zwei Toten und zahlreichen Verletzten.
Eine Studie aus dem Jahr 2005 ergab, dass in Map Ta Phut die in entwickelten Ländern geltende Grenzwerte für giftige und krebserregende Chemikalien in der Luft um das 60- bis 3000-fache überschritten wurden. Bei einer Untersuchung im Jahr 2007 wurden bei über 300 von 2.177 Anwohnern ungewöhnlich hohe Benzolwerte festgestellt. Im Jahr 2009 bestätigte das Oberste Verwaltungsgericht Thailands eine auf eine Klage von Anliegern hin erwirkte Unterlassungsverfügung gegen 65 Bauprojekte im Gebiet Map Ta Phut.
Im Juli und August 2013 war das Gebiet in den internationalen Schlagzeilen, als nach einem Leck in einer Pipeline eine Ölpest auch die beliebte und unter Naturschutz stehende Urlaubsinsel Ko Samet erheblich verschmutzte.

## Infrastruktur
Die Versorgung mit elektrischer Energie konnte der rasanten Ansiedelung von Industrie nicht Schritt halten und größere Produzenten hielten daher Notstromaggregate vor. Im Jahr 2002 wurde mit dem Bau des Kohlekraftwerks Map Ta Phut begonnen und 2006 fertiggestellt. Es wird von einem Joint Venture der thailändischen Unternehmen Banpu und Loxley sowie der britischen PowerGen (inzwischen E.ON UK) betrieben.
Die von Bangkok ostwärts bis nach Trat verlaufende Sukhumvit-Fernstraße (Thanon Sukhumvit) führt an Map Ta Phut vorbei. Außerdem gibt es einen Anschluss an die Autobahn 7 sowie an die Bahnstrecke Chachoengsao Junction–Sattahip
Zwei größere Infrastrukturvorhaben mit einem Gesamtwert von 36 Milliarden Baht wurden im Oktober 2007 genehmigt. Es handelt sich dabei um Eisenbahnstrecken zwischen Map Ta Phut und Nakhon Ratchasima sowie Lat Krabang. Bereits am 19. August 1995 wurde die Güterumgehungsbahn Bahnstrecke Khlong Sip Kao–Kaeng Khoi eröffnet. Außerdem ist eine 
Hochgeschwindigkeitsstrecke zwischen den internationalen Flughäfen Flughafen Bangkok-Don Mueang, Flughafen Bangkok-Suvarnabhumi und Flughafen U-Tapao sowie die Anbindung der beiden Tiefseehäfen Laem Chabang und Map Ta Phut geplant. Damit soll die Ostküste des Landes weiter entwickelt werden.